# Arcadian (band)
Arcadian was een Frans-Zwitserse band, die actief was tussen 2015 en 2020. Ze hebben in die tijd diverse hits gehad in Franstalig Europa. De groep bestond uit de Fransen Yoann Pinna (29 april 1994), Florentin Cabezon (16 december 1992) en de Zwitser Jérôme Achermann (29 juni 1993).

## Biografie
De groep ontstond in 2015, toen Yoann Pinna, Florentin Cabezon en Jérôme Achermann een appartement deelden in Parijs. Ze besloten samen muziek te maken en richtten Arcadian op; de groep speelde onder andere in de Parijse metro en in diverse bars in Parijs.
Gaandeweg vonden ze hun stijl en plaatsen ze diverse video's op YouTube, waarin ze allerlei covers speelden. Tijdens de repetitie voor een optreden werd de band opgemerkt door televisiezender TF1, die hen aanbood om auditie te komen doen voor het vijfde seizoen van de Franse versie van The Voice. Hun coach werd Mika. Arcadian bereikte de halve finale, maar werd uitgeschakeld. Desondanks bood de Franse tak van Mercury Records de groep een platencontract aan.
Op 1 juli 2016 verscheen de eerste EP van de band, getiteld Folie arcadienne. Het titelloze debuutalbum verscheen op 14 april 2017, waarvan de singles Folie arcadienne en Ton combat de eerste hits werden voor de band. Om het album te promoten ging de band op tournee door Frankrijk, Zwitserland, België en Luxemburg.
Het tweede studioalbum, Marche ou rêve, verscheen op 4 oktober 2019. Op dat album staan de singles Petit à petit, On est là en Danser. Bij het album hoorde ook een tournee, waarvan een aantal concerten geannuleerd moest worden wegens de coronapandemie.
Op 25 november 2020 kondigde de band op Instagram en YouTube aan dat ze uit elkaar gingen.

## Discografie

### Singles
| Single met hitnotering(en) in de Vlaamse Ultratop 50 | Datum van verschijnen | Datum van binnenkomst | Hoogste positie | Aantal weken | Opmerkingen |
| ---------------------------------------------------- | --------------------- | --------------------- | --------------- | ------------ | ----------- |
| Folie arcadienne                                     | 2017                  | 01-07-2017            | tip17           | -            |             |
| Petit à petit                                        | 2019                  | 15-06-2019            | tip             | -            |             |